# Saint-Quantin-de-Rançanne
Saint-Quantin-de-Rançanne ist eine westfranzösische Gemeinde mit 263 Einwohnern (Stand: 1. Januar 2022) im Département Charente-Maritime in der Region Nouvelle-Aquitaine (vor 2016 Poitou-Charentes). Die Gemeinde gehört zum Arrondissement Jonzac (bis 2017 Saintes) und zum Kanton Pons. Die Einwohner werden Saint-Quantinois genannt.

## Lage
Saint-Quantin-de-Rançanne liegt etwa 23 Kilometer südlich von Saintes in der Kulturlandschaft der Saintonge. Umgeben wird Saint-Quantin-de-Rançanne von den Nachbargemeinden Tanzac im Nordwesten und Norden, Mazerolles im Norden, Pons im Nordosten, Belluire im Osten und Südosten, Saint-Palais-de-Phiolin im Süden, Champagnolles im Südwesten sowie Givrezac im Westen. 

## Bevölkerungsentwicklung
| Jahr                       | 1962 | 1968 | 1975 | 1982 | 1990 | 1999 | 2006 | 2019 |
| Einwohner                  | 333  | 320  | 309  | 256  | 282  | 272  | 264  | 256  |
| Quellen: Cassini und INSEE |      |      |      |      |      |      |      |      |

## Sehenswürdigkeiten
- Kirche Saint-Quentin aus dem 12. Jahrhundert, seit 1925 Monument historique
- Taubenschlag aus dem 17. Jahrhundert

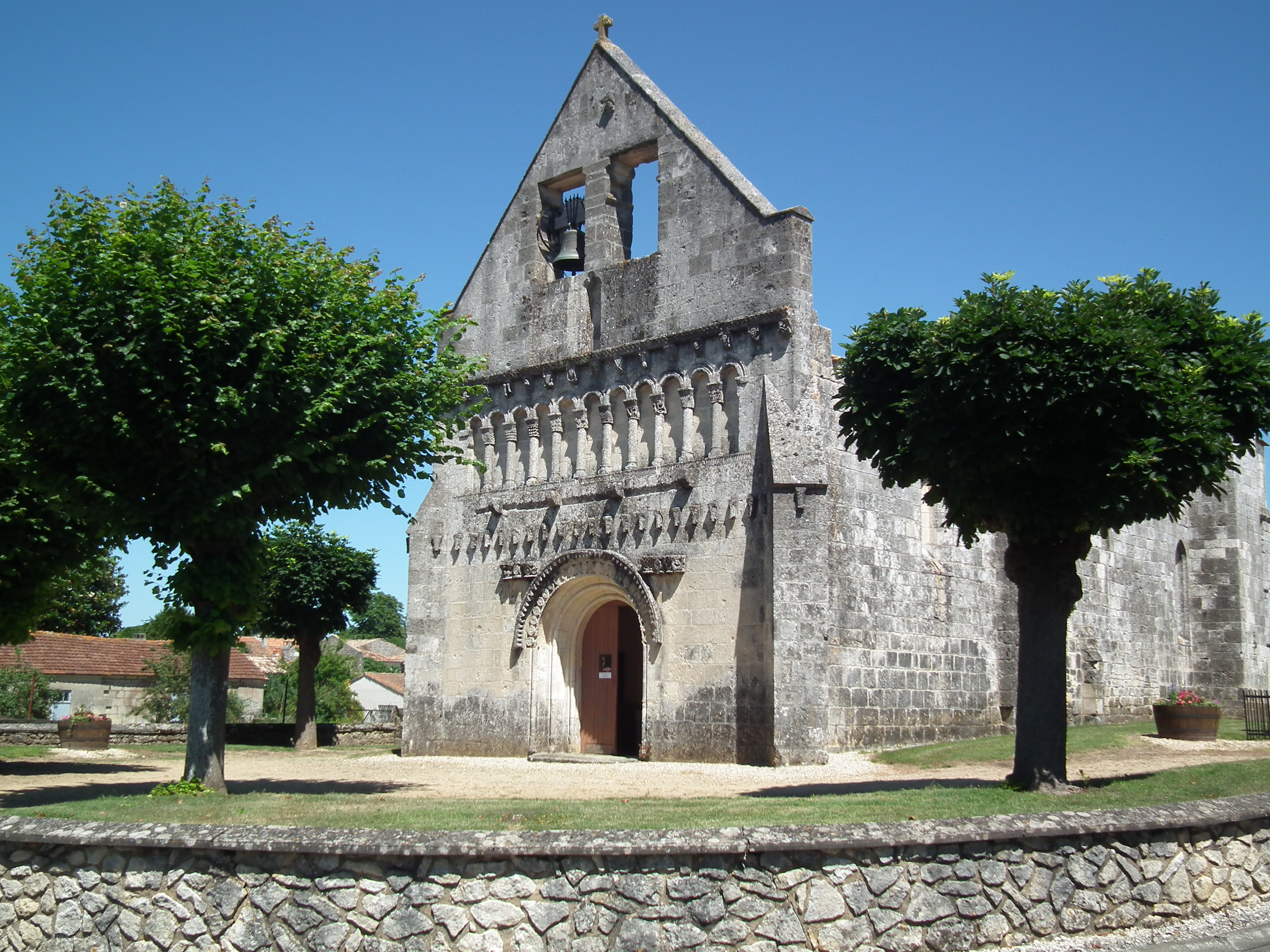
Kirche Saint-Quentin